# Herkules (Fernsehsendung)
herkules war ein deutsches Regionalmagazin, das von 2006 bis einschließlich 2020 im HR-Fernsehen ausgestrahlt wurde. Moderatoren der Sendung waren im steten Wechsel der Redaktionsleiter Andreas Gehrke sowie die Moderatorinnen Susanne Barfuß und Rebecca Rühl.
Die wöchentlich ausgestrahlte Sendung widmete sich mit Reportagebeiträgen jeweils einem Oberthema. Der Fokus lag dabei ausschließlich auf Nord- und Osthessen. Seit Ende 2020 wurden keine neuen Folgen produziert, in der ARD Mediathek sind jedoch bereits gesendete herkules-Folgen weiterhin abrufbar.